# Bulbul coronat de Myanmar
El bulbul coronat de Myanmar (Alophoixus flaveolus griseiceps; syn: Alophoixus griseiceps) és un tàxon d'ocell de la família dels picnonòtids (Pycnonotidae). Habita zones boscoses del sud de la Xina, sud i est de Myanmar, nord-oest i nord-est de Tailàndia, Cambodja, Laos i el Vietnam. El seu estat de conservació es considera de risc mínim.

## Taxonomia
Segons el Handook of the Birds of the World i la quarta versió de la BirdLife International Checklist of the birds of the world (Desembre 2019), aquest tàxon tindria la categoria d'espècie. Tanmateix, altres obres taxonòmiques, com la llista mundial d'ocells del Congrés Ornitològic Internacional (versió 13.2, juliol 2023), el consideren encara una subespècie del bulbul coronat pàl·lid (Alophoixus pallidus griseiceps).